# Synagoga w Użhorodzie
Synagoga w Użhorodzie (ukr. Ужгородська Синагога) – synagoga znajdująca się w Użhorodzie na Ukrainie.
Synagoga została zbudowana w 1910 roku w stylu mauretańsko-bizantyjskim, według planów austro-węgierskich architektów Ludwiga Förstera oraz Frigyesa Feszla. Od czasu zakończenia II wojny światowej znajduje się w niej filharmonia miejska. Wszystkie symbole judaistyczne, świadczące o dawnym przeznaczeniu budynku zostały usunięte.
Niedawno synagoga została gruntowanie wyremontowana, dzięki czemu odzyskała swój oryginalny wygląd.

## Galeria

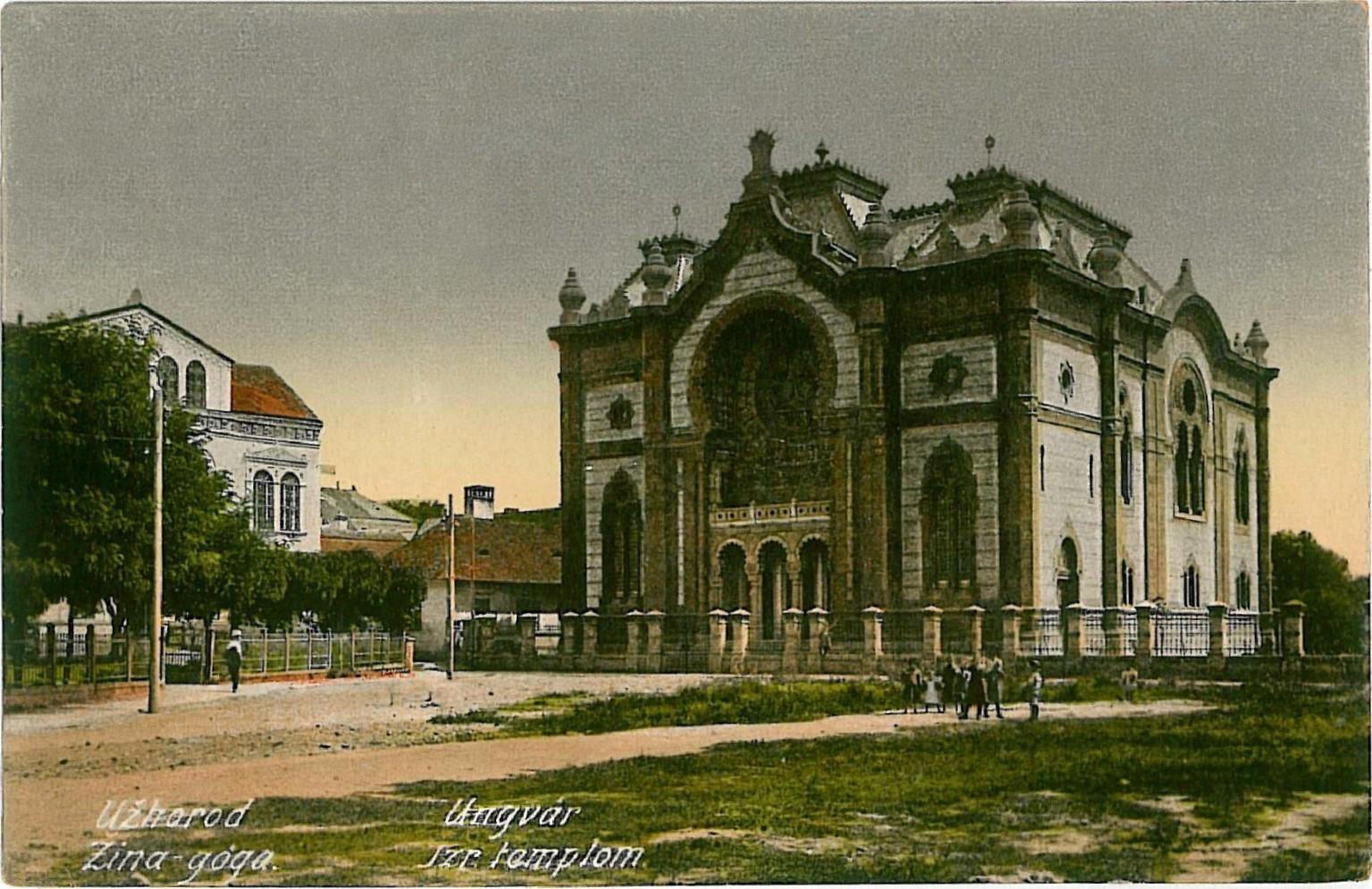
Synagoga przed II wojną światową
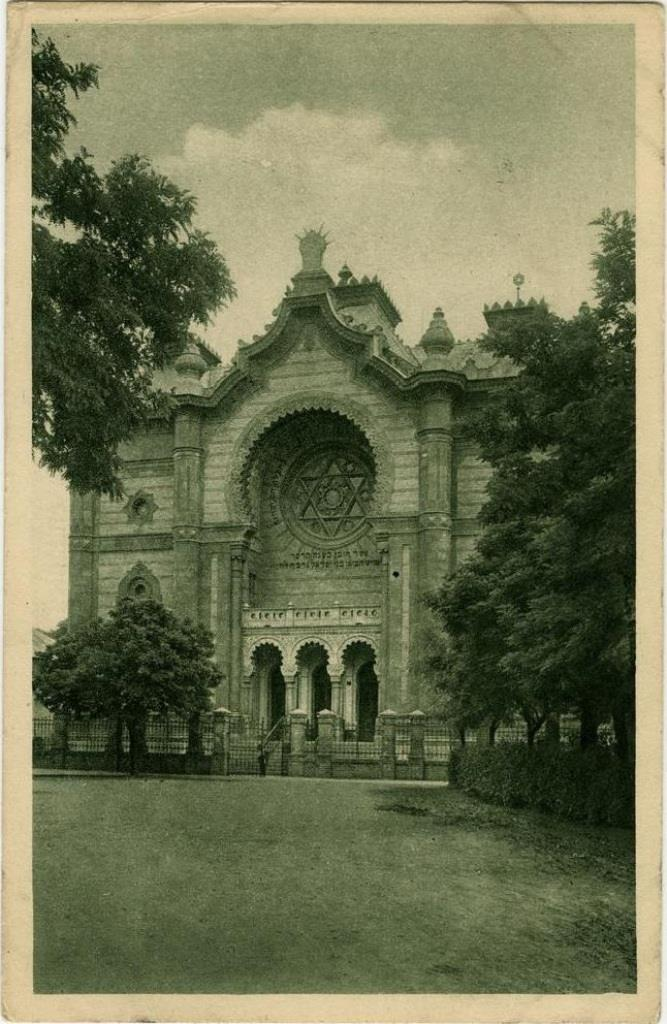
Synagoga przed II wojną światową
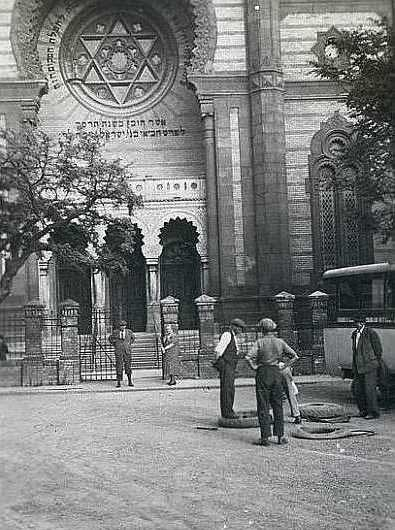
Synagoga przed II wojną światową